# ابوالحسن آستانه‌اصل
پروفسور ابوالحسن آستانه‌اصل (متولد ۱۳۲۶ شمسی تبریز) استاد مهندسی عمران دانشگاه کالیفرنیا، برکلی است. او برندهٔ جایزه هیگینز از سوی انجمن سازه فولادی آمریکا شده است و تنها مسلمان و ایرانی دریافت‌کننده این جایزه می‌باشد او از جمله پیشروترین مهندسان سازه در بررسی فروپاشی برج‌های مرکز تجارت جهانی در واقعه یازده سپتامبر ۲۰۰۱ است و در این خصوص در برابر کمیته علمی مجلس نمایندگان آمریکا شهادت داده است. و یکی از نام آورترین استادان دنیا در رشته محاسبات انواع سازه‌ها و زلزله محسوب می‌شوند. وی در راس گروه استادانی قرار دارد که پس از زلزله سانفرانسیسکو دو پل مشهور گلدن گیت و اپی بریج را که صدمه دیده بودند بازسازی کردندو کنترل و نگهداری از آن را به عهده دارند. در این زمینه کارهای ابتکاری و فوق‌العاده‌ای انجام گرفته که عمدتاً نظر دکتر آستانه اصل بوده است.
آستانه اصل در تبریز متولد شد و تحصیلات دبستان و دبیرستان را در این شهر (دبیرستان فردوسی) انجام داد. سپس وارد رشته مهندسی برق پلی تکنیک تهران شد ولی پس از مدتی به عمران تغییر رشته داد. فوق لیسانس را در یک سال و دکترای خود را در عرض ۲٫۵ سال از دانشگاه میشیگان دریافت کرد. وی دو پسر دارد. او پس از زلزله رودبار از ایران بازدید کرد.